# Lymantria monoides
Lymantria monoides är en fjärilsart som beskrevs av Collenette 1932. Lymantria monoides ingår i släktet Lymantria och familjen tofsspinnare. Inga underarter finns listade i Catalogue of Life.